# HD 42927
HD 42927，又名BD-17 1398，SAO 151227、HR 2213，是一颗恒星，视星等为6.52，位于銀經224.88，銀緯-16.35，其B1900.0坐标为赤經6h 8m 21.7s，赤緯-17° -16.35′ 16″。